# 康索 (喬治亞州)
康索（英語：Council）是位於美國喬治亞州克林奇縣的一個非建制地區。該地的面積和人口皆未知。

## 地理
康索的座標為30°36′51″N 82°30′39″W / 30.61417°N 82.51083°W，而該地的平均海拔高度為37米（即121英尺）。